# Trofee Maarten Wynants 2016 (mannen)
De 6de editie van de Belgische wielerwedstrijd Trofee Maarten Wynants voor mannen werd verreden op 8 mei 2016. De start en finish vonden plaats in Houthalen-Helchteren. De winnaar was Joachim Vanreyten, gevolgd door Jonas Rickaert en Sep Vanmarcke.

## Uitslag
| Trofee Maarten Wynants 2016 |                     |                             |            |
| Plaats                      | Naam                | Ploeg                       | Tijd       |
| Winnaar                     | Joachim Vanreyten   | Lotto-Soudal U23            | 3u 16' 32" |
| 2                           | Jonas Rickaert      | Topsport Vlaanderen-Baloise | z.t.       |
| 3                           | Sep Vanmarcke       | Team LottoNL-Jumbo          | z.t.       |
| 4                           | Sander Helven       | Topsport Vlaanderen-Baloise | z.t.       |
| 5                           | Maarten Wynants     | Team LottoNL-Jumbo          | z.t.       |
| 6                           | Tom Boonen          | Etixx-Quick Step            | z.t.       |
| 7                           | Mike Teunissen      | Team LottoNL-Jumbo          | z.t.       |
| 8                           | Koen Bouwman        | Team LottoNL-Jumbo          | z.t.       |
| 9                           | Nick van der Lijcke | Roompot-Oranje Peloton      | 1' 06"     |
| 10                          | Etienne van Empel   | Roompot-Oranje Peloton      | 2' 24"     |